# Кулінський Іван Іванович
Кулінський Іван Іванович (нар. 30 червня 1984, Київ) — український письменник, видавець, мандрівник.

## Життєпис
Народився у творчій сім’ї, мати — українська лірична поетеса Тамара Кулінська .
Батько — фотограф Іван Брацейко. 1985 року він залишив сім’ю, відтоді ніяк з нею не контактуючи.
Перші творчі спроби письменник робить у 16-річному віці. Згодом він знищує значну частину своїх дитячих рукописів, вважаючи, що вони не є вартісними.
Дитинство провів у київському мікрорайоні Виноградар — на окраїні міста, де вони з матір’ю жили у гуртожитку для працівників крематорію, що позначилося на ранньому періоді його творчості, зокрема, через тяжіння до  брудного реалізму, яке переважало до 2010 року.
Працювати починає у 16 років, перша робота — кур’єр на службі радіо ВВС. Надалі, паралельно навчаючись у КНУКіМ на відділенні книговидавництва, часто змінює місця роботи — працює вуличним продавцем, розповсюджувачем листівок, техніком на поліграфічному виробництві, електромонтажником, комірником тощо. З 2009 року починає працювати редактором у Інституті проблем сучасного мистецтва, де згодом стає завідувачем редакційно-видавничого відділу. Паралельно займається кількома творчими проектами, зокрема, проводить літературні читання, оформлює та видає книги різних спрямувань, знімає документальні фільми про науковий світ Харкова «Перша столиця наукового майбутнього» та про В. І. Вернадського «Вернадський. У пошуках живої речовини» [Архівовано 30 грудня 2019 у Wayback Machine.].
Вже молодим чоловіком переїздить у передмістя Києва — курортне містечко Ворзель, де починає поступово відходити від брутальної лірики до філософської, від брудного реалізму до магічного. Підсумком цього переходу стала збірка віршів «Ненаповнювачі».
2012 року виходить збірка «Автобіографія» [Архівовано 10 січня 2020 у Wayback Machine.], яка стала початковою точкою нового творчого періоду.
У той час письменник страждає від алкогольної залежності, яку долає самотужки 2017 року за допомогою читання форумів Асоціації Анонімних Алкоголіків.
2018 року Іван переїжджає до Києва, а згодом до Львова, подорожує Європою та починає роботу над дебютним романом «Ходисвіт», значну частину якого пише у Одесі. Після цього знову повертається до Ворзеля. 
2021 року «Ходисвіт» виходить друком у серії «Нова хвиля XXI» видавництва «Фенікс», отримуючи схвальні відгуки, зокрема від письменника Василя Махна. 
Окрім літературної діяльності, займається книжковим дизайном. За його участі побачили світ понад 200 видань. Незалежний видавничий проект «Антивидавництво», заснований ним 2018 року як маніфест проти обтяження суспільним попитом видавничого та літературного процесів, на 2023 рік випустив у світ 6 поетичних збірок україномовних та російськомовних андеграундних поетів: «Антитентура» [Архівовано 26 листопада 2020 у Wayback Machine.] Антона Полуніна, «Штрих» [Архівовано 13 серпня 2020 у Wayback Machine.] Олександри Шевченко, «За вашим запитом нічого не знайдено» [Архівовано 26 листопада 2020 у Wayback Machine.] Анни Грувер, «Вертикаль до ребер часу» Марії Степанюк, "Травмаслідмета" поета з творчим псевдо Кравдій, власна збірка Івана Кулінського "Пісня про землю", "Органіка" Дар'ї Зоріної, "Блюзи для дерев" Катерини Рубан, "#sweetheart" Богдани Орлеанової 
За редакцією Івана Кулінського опубліковано значну кількість мистецтвознавчих та філософських розвідок. Зокрема, він багато років поспіль редагує праці філософа О. Босенка, до якого ставиться, як до вчителя. Помітною роботою був його двотомник "Останній час", до якого Іван Кулінський написав передмову й післямову.
.

## Особисте життя
Дружина — Альона Ігорівна Лебедєва.

## Творчість
Серед митців, вплив творчості яких на власну виділяє понад інші — письменники Чарльз Буковскі, Ернест Гемінгвей, Джон Фанте, Леонід Кисельов, Леонід Нефедьєв, філософи Генрі Девід Торо, Еріх Фромм та Олексій Босенко, рок-виконавці Джим Моррісон, Боб Марлі та Єгор Лєтов.
Два самвидавних збірники ранніх віршів та короткої прози, «Мы родились сегодня» та «Наступна станція Нове Життя» на сьогодні є недоступними для читачів, оскільки автор вилучив їхні електронні копії із мережі, а самі книги, видані накладами в 50 примірників, є бібліографічною рідкістю.
Автор збірок поезій «Ненаповнювачі» (Київ, Маузер, 2010); «Автобіографія» [Архівовано 10 січня 2020 у Wayback Machine.] (Київ, Електрокнига, 2012); "33 пляшки" [Архівовано 28 серпня 2018 у Wayback Machine.] (Київ, Електрокнига, 2018); "Пісня про землю" (Київ, Антивидавництво, 2023). Книга "33 пляшки" увійшла до списку найкращих українських книжок 2018 року за версією Українського Пен-клубу .
Ранні твори публікувалося у антологіях «Освобожденный Улисс» [Архівовано 9 січня 2017 у Wayback Machine.] (Москва), «Знаки Отличия» (Москва), «И реквиема медь…»[недоступне посилання з липня 2019] (С.-Петербург), «Харківська Барикада» (Київ), «Ар'єргард» [Архівовано 20 листопада 2010 у Wayback Machine.] (Київ) та ін.
По 2012 році у колективних виданнях не друкується, зрідка бере участь у публічних читаннях, веде закритий спосіб життя, виступаючи проти піару як хвороби часу сучасної культури. 
Нині Іван разом з дружиною Альоною мешкають у віддаленому селі в родинній хаті-мазанці, яку перетворюють на «Гіацинтовий дім» (за назвою пісні Джима Моррісона) — власний арт-простір та притулок у пошуках гармонійного буття.
7 грудня 2022 року вони розпочинають мовлення онлайн-хвилі "Радіо Лампа" зі щотижневими "Ламповими розмовами" - бесідами на значущі культурні теми та циклами інтерв'ю із митцями та звичайними людьми 